# Ceratocisto odontogênico
Ceratocisto odontogênico (CO) ou queratocisto odontogênico (QO) é um cisto odontogênico do desenvolvimento localmente agressivo. Acredita-se que sua origem esteja na lâmina dentária e afeta mais frequentemente a mandíbula posterior.
O QO foi inicialmente descrito por Philipsen em 1956 e classificado como um cisto de origem odontogênica. Em 2005, o QO foi renomeado tumor queratocístico odontogênico e classificado pela OMS como uma neoplasia odontogênica. Porém, em 2017 o QO foi reclassificado como cisto e voltou à sua nomenclatura original, onde permanece atualmente.

## Sinais e sintomas
O QO é tipicamente assintomático, mas pode apresentar sinais e sintomas como:
- Edema intraoral;
- Dor;
- Trismo;
- Parestesia;
- Infecção, quando infectado secundariamente.

Devido ao seu padrão de crescimento anteroposterior, ele raramente causa expansão óssea, o que o torna difícil de identificar clinicamente.

## Aspectos radiográficos e histológicos

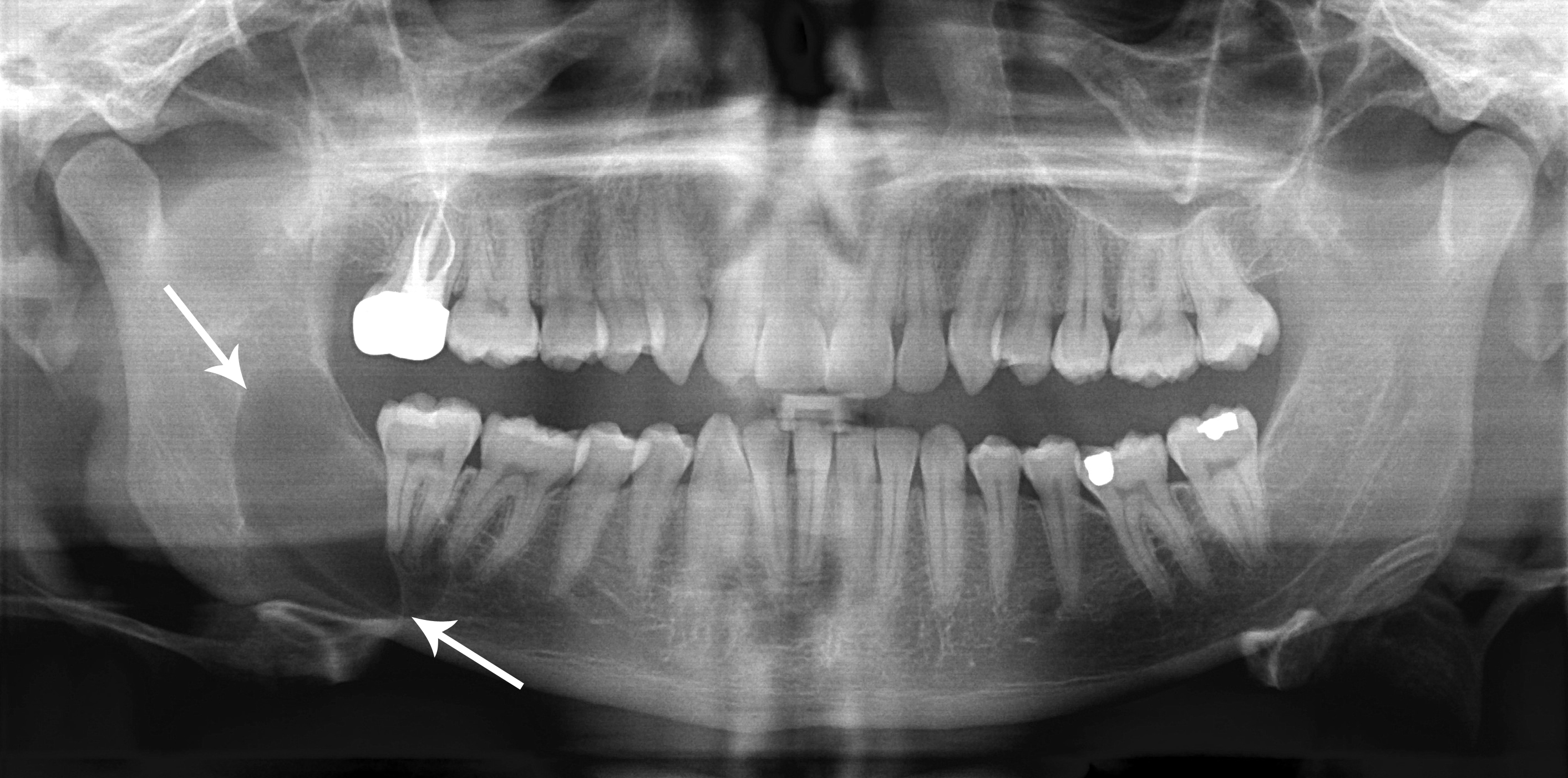
Apresentação clássica de um tumor odontogênico ceratocisto na mandíbula do lado direito na região de um dente siso. Lesão unicística crescendo ao longo do osso.

Radiograficamente, o QO se caracteriza como uma lesão radiolúcida uni ou multilocular, de bordas bem delimitadas e halo esclerótico, podendo ou não estar associada a um dente incluso. Lesões maiores tendem a ter um aspecto multicístico festonado (aspecto de "bolha de sabão" ou de "favo de mel"), enquanto lesões menores tendem a ser unicísticas. As lesões podem apresentar comportamento agressivo, com reabsorção óssea e dos dentes, deslocamento dos dentes e expansões ósseas. Cerca de 25 a 40% dos queratocistos são associados a dentes inclusos. Queratocistos menores podem ser confundidos com cisto dentígero, cisto radicular ou cisto periodontal lateral.
Na tomografia computadorizada de feixe cônico (TCFC), o QO e o ameloblastoma possuem radiodensidades muito semelhantes, mas o ameloblastoma apresenta expansão da cortical óssea e poucas áreas de alta densidade tecidual.

Histologicamente, o QO é caracterizado como uma cavidade cística revestida por uma camada fina de epitélio estratificado escamoso paraqueratinizado, com uma camada basal de células cuboidais ou colunares hipercromáticas em paliçada. A queratina na superfície possui um aspecto corrugado característico. 

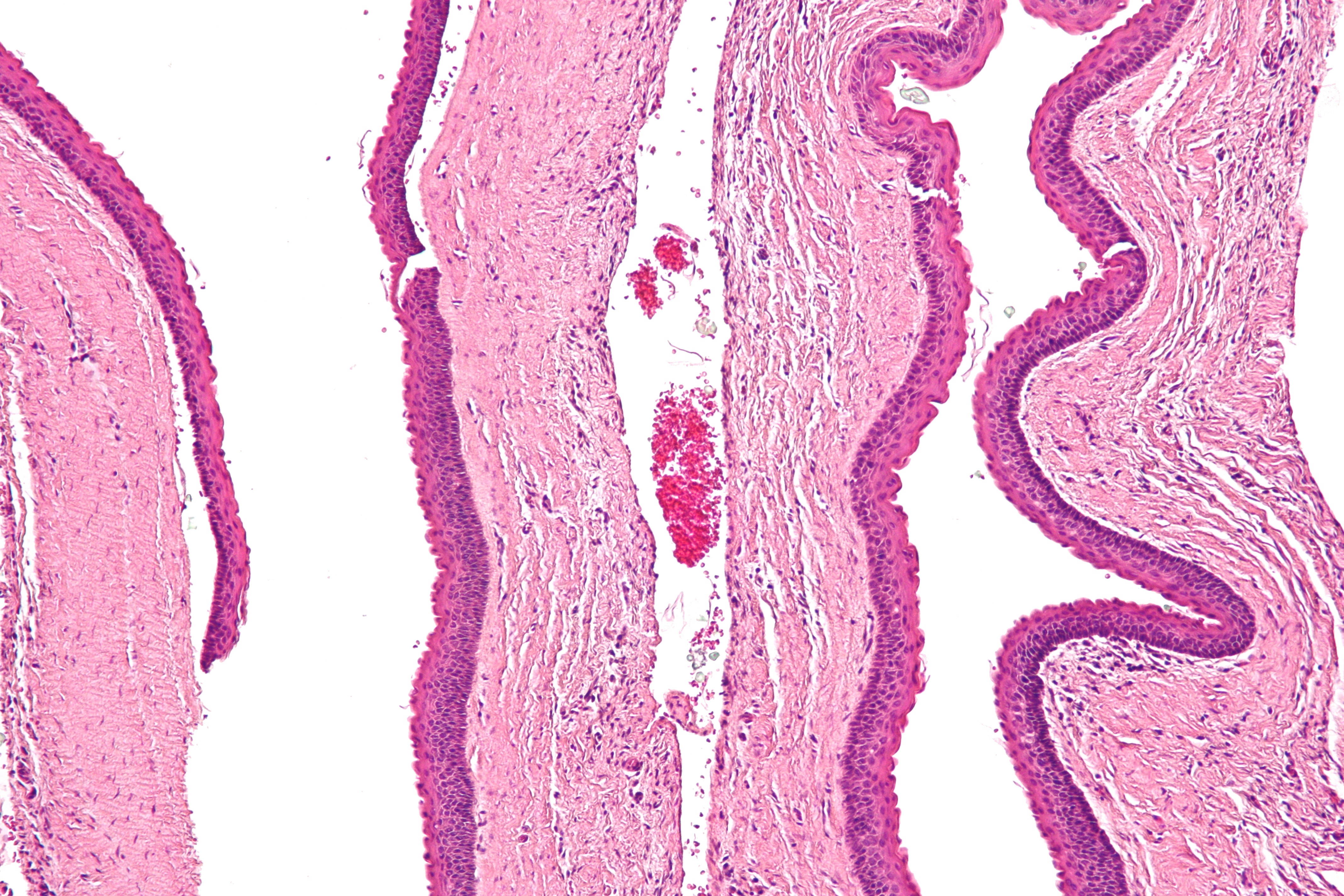
Histologia com ampliação intermediária de um ceratocisto odontogênico.
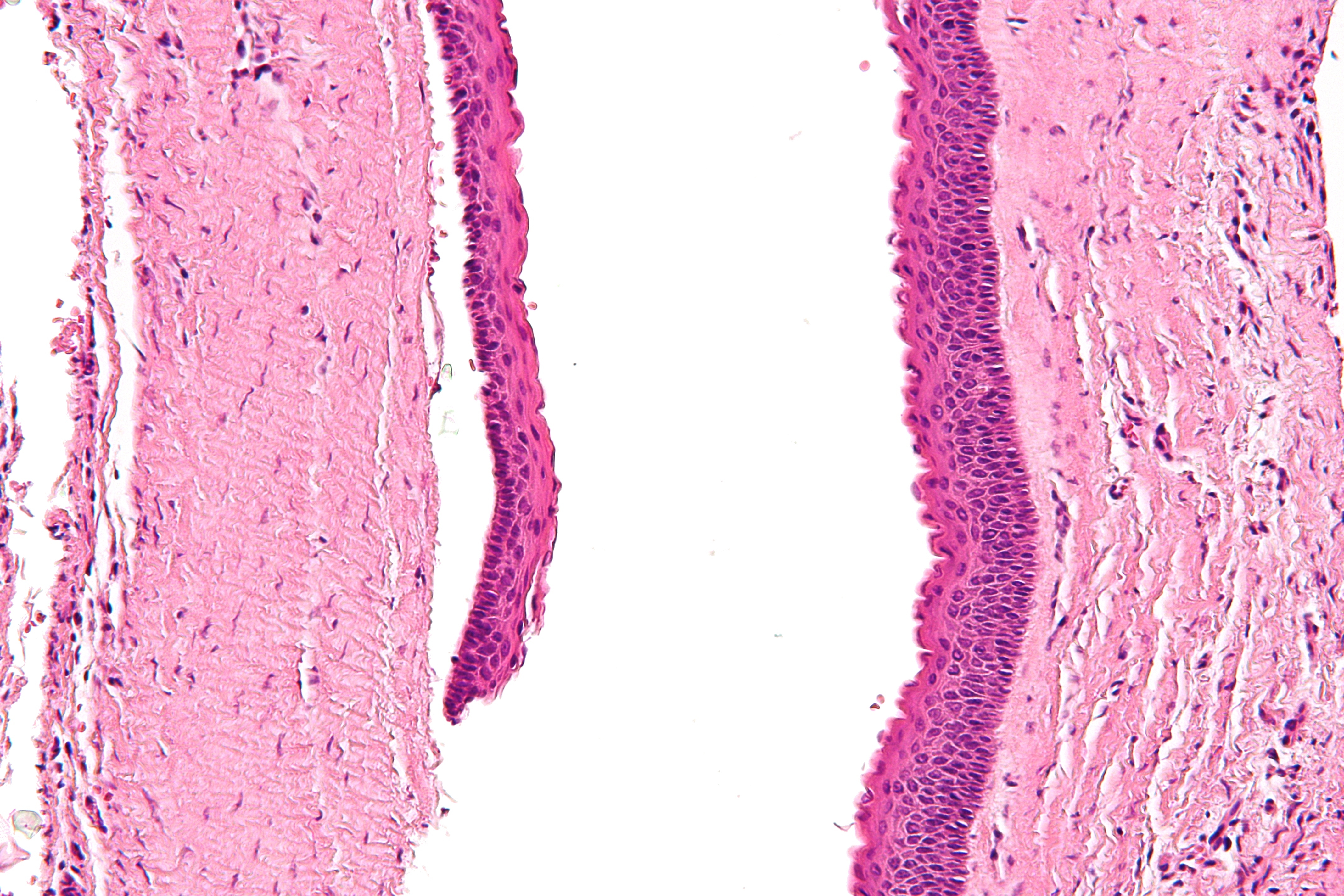
Histologia com muita ampliação de um ceratocisto odontogênico.
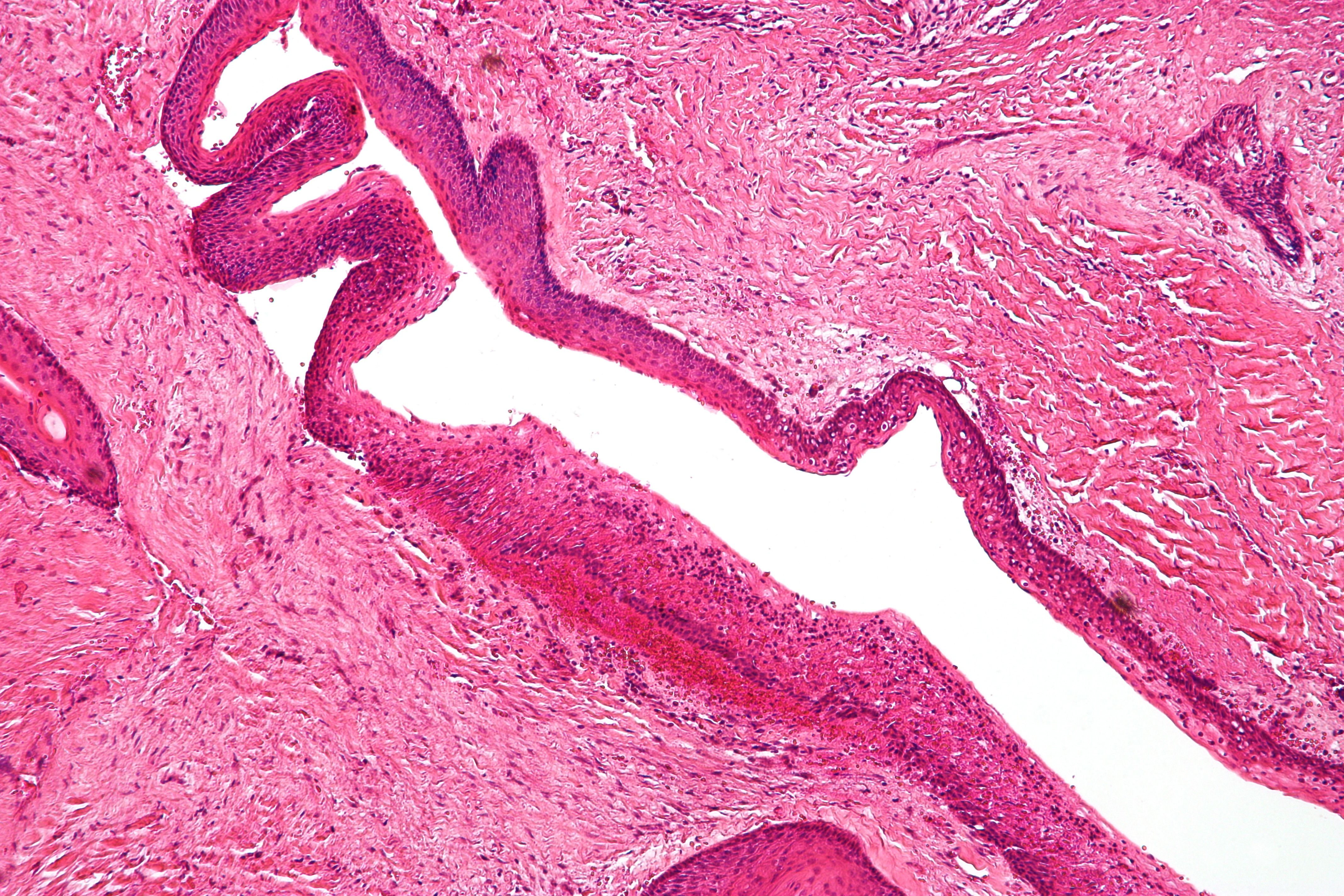
Histologia com ampliação intermediária de um ceratocisto odontogênico.

## Causas
O QO surge a partir de restos epiteliais da lâmina dentária, e seu crescimento está relacionado a fatores ainda desconhecidos, sejam eles ineres ao próprio epitélio ou à atividade enzimática na parede cística.
Sabe-se que há influência genética no seu crescimento, pela mutação ou inativação do gene PTCH1 presente nos queratocistos. Em 2005, a lesão foi classificada como um tumor pela presença dessa mutação no gene PTCH1 e pelo seu crescimento agressivo e com recidiva. Entretanto, ele responde bem à descompressão/marsupialização, o que indica ausência de crescimento autônomo, um ponto que vai contra a teoria de que o QO é uma neoplasia. Apesar disso, o consenso atual na literatura, defendido pela OMS, é de que não há evidências suficientes para que ele seja classificado como neoplasia.
Além do PTCH1, os genes PTCH2 e SUNU também foram relatados como mutações de interesse para o QO.

## Epidemiologia
O QO representa entre 4 a 12% de todos os cistos odontogênicos, afetando mais pacientes na 3ª e 4ª décadas de vida, com ligeira predileção por homens. O QO acomete majoritariamente a região posterior da mandíbula, no ramo, e casos em maxila são raros.

## Diagnóstico
O diagnóstico do QO se dá pelo exame de imagem e exame anatomopatológico. Além da radiografia panorâmica, a TCFC é utilizada para o planejamento cirúrgico da lesão, especialmente para lesões extensas.
O diagnóstico diferencial inclui:
- Ameloblastoma;
- Cisto dentígero;
- Cisto odontogênico ortoqueratinizado;
- Cisto radicular;
- Cisto periodontal lateral;
- Lesão central de células gigantes.

Pacientes com múltiplos QO devem ser avaliados geneticamente para a síndrome do nevo basocelular (síndrome de Gorlin). A síndrome de Gorlin é uma doença autossômica dominante que resulta em mutações do gene PTCH, um gene supressor de tumor no cromossomo 9q22, e está relacionada a múltiplos carcinomas de células basaloides, depressões nas palmas das mãos, múltiplos QOs, e calcificação bilamelar da foice cerebral.

## Prognóstico e tratamento
O QO possui um prognóstico que pode variar de bom a razoável: a sua taxa de recidiva varia entre 20 e 62%, e depende do tratamento utilizado. O tratamento de escolha é a ressecção cirúrgica completa, que diminui o risco de recidiva para menos de 2%, mas opções mais conservadoras como a enucleação possuem chance maior de recidiva (cerca de 56%). Lesões grandes podem passar por descompressão, e algumas mais brandas podem até mesmo regredir completamente com a descompressão.
Durante a cirurgia, terapias adjuvantes podem ser utilizadas para diminuir o risco de recidiva, como o uso de solução de Carnoy e aplicação tópica de 5-fluoruracila (5-FU), um antineoplásico que gera apoptose celular. Observa-se que a osteotomia (ressecção com ampla margem de segurança) associada à solução de Carnoy apresentou menor taxa de recidiva, seguida da osteotomia periférica, enucleação com solução de Carnoy, e apenas enucleação.
A literatura recomenda o acompanhamento por no mínimo cinco anos, mas há relatos na literatura de recidivas até 10 anos após a remoção da lesão original. Apesar de rara, pode ocorrer malignização em um carcinoma escamoso. Por isso, o acompanhamento a longo prazo do paciente é fundamental.